# Hi Scores
Hi Scores — другий мініальбом шотландського електронного дуету Boards of Canada, випущений у грудні 1996 року (див. 1996 в музиці) лейблом Skam на компакт-дисках та вінілі.

## Огляд
Hi Scores став другою офіційно опублікованою роботою гурту, після дебютного мініальбому Twoism, що вийшов у 1995 на власному лейблі гурту Music70. Цьому мініальбому також передувала низка неофіційних касетних альбомів, що розповсюджувалися лише серед друзів та родичів гурту. Після самостійно випущеного Twoism, Boards of Canada підписав британський музичний лейбл Skam Records, на якому вони випустили мініальбом Hi Scores, сингл Aquarius, та дебютний альбом Music Has the Right to Children.  
Композиції Everything You Do Is A Balloon, June 9th, Nlogax та Turquoise Hexagon Sun також виходили 1996 року на неофіційному альбомі Boc Maxima, що розповсюджувався братами Сендісонами серед друзів та знайомих на касетах та компакт-дисках. 
Hi Scores був перевиданий у 1998, 2002, 2005, а також у 2014 у вигляді ремастерингу з оригінальних DAT-плівок. 

## Список композицій
1. «Hi Scores» — 4:57
2. «Turquoise Hexagon Sun» — 5:09
3. «Nlogax» — 6:54
4. «June 9th» — 5:18
5. «Seeya Later» — 4:12
6. «Everything You Do Is A Balloon» — 7:04

- Композиція 2 випускалася у 1998 році на дебютному альбомі гурту Music Has the Right to Children.